# Новак Григорій Онисимович
Григо́рій Они́симович Новак (псевдо «Клен», «Гаєнко»; нар. 18 грудня 1918 — пом. 8 грудня 1944) — український військовик, сотенний УПА, який командував сотнею «Клена». 

## Життєпис
Григорій Новак народився у селі Наталія Рівненської району (на сьогоднішній день цього села не існує, а на його місці розташований полігон).
Загинув під час запеклого бою з чисельними загонами НКВС у селі Радиславка Рівненського району. 
Похований на кладовищі с.Радиславка разом з побратимами ( Бондар Мифодій Пилипович 1912р.н. с Метків, Ковальчук Анатолій Андрійович 1925 р.н. с Кривичі, Гринецький Оксен Андрійович 1919 р.н. Козлинсбкий Майдан, Ковтонюк Іван 1910 р.н. с. Воскодави, Мельничук Хома Михайлович 1926 р.н. с Котів, Нечидюк Микола Якович 1926 р.н. с Малий Житин, Прищепа Павло Корнійович 1916р.н. с Мнишин, Трофимчук Олександр Миронович 1918р.н. с Котів, Узій Микола Пилипович 1925 р.н. с Мнишин, Ярмолюк Кузьма Панасович 1912р.н. с Ремель)

## Бойовий шлях
24 березня 1943 року його сотня вкупі з сотнями «Недолі» (сотенний Трохимчук Степан Клементійович),
«Жука» (сотенний Бричко Йосип) та «Очмани» (сотенний Шевчук Дмитро Несторович), всього чисельністю близько 200 бійців УПА, здійснили відчайдушний напад на німецький концтабір Осада Креховецька й було звільнено 176 в'язнів концтабору. Концтабір знаходився у селі Нова Українка (сучасна назва) Рівненського району й охоронявся німцями та поляками.